# Fog Bowl
Der Fog Bowl (dt.: „Nebelspiel“) ist die informelle Bezeichnung für das Halbfinalspiel der National Football Conference (NFC) in der National Football League (NFL) zwischen den Chicago Bears und den Philadelphia Eagles, das am 31. Dezember 1988 im Soldier Field in Chicago stattfand. Die Bears gewannen mit 20-12, während die Sicht in der zweiten Halbzeit aufgrund von dichtem Nebel fast auf null gesunken war. Spielabsagen sind in der NFL nicht üblich. Gespielt wird bei jedem Wetter und so gilt es als eines der bizarrsten Spiele in der NFL-Geschichte.

## Spielbericht
In der ersten Halbzeit, die bei strahlendem Sonnenschein stattfand, waren die Bears nach zwei Touchdowns und einem Field Goal mit 17-9 in Führung gegangen. Doch kurz vorm Halbzeitpfiff kroch dichter Nebel von den Great Lakes über das Spielfeld, so dicht, dass der Quarterback der Bears, Mike Tomczak, dachte, dass der Parkplatz in Flammen stünde. Grund hierfür war ein seltenes meteorologisches Phänomen: da die Luft durch die starke Sonneneinstrahlung untypisch aufgeheizt wurde, wurden kalte, dichte Nebelmassen landeinwärts getrieben, ehe sie sich auflösten. Der Nebel reduzierte die Sicht auf zehn bis 15 Meter, so dass die Referees kaum noch den Spielzug überblicken konnten.
Die das Spiel live sendende CBS bekam ernsthafte Probleme. Der Nebel zwang den Sendehelikopter zum Landen, und er wurde so dicht, dass keiner der beiden Livekommentatoren, Verne Lundquist und Terry Bradshaw, etwas erkennen konnte. An einer bemerkenswerten Stelle stritten sie sich, ob der Quarterback der Eagles, Randall Cunningham, gesackt worden war oder nicht, ohne sich einigen zu können. Die CBS wollte sogar ihren dritten Kommentator Brent Musberger an die Seitenlinie schicken, doch er gab es auf, da er sogar von dort nichts sah. Man schickte hektisch zwei Kameraleute mit Handkameras an die Seitenlinie und hielt das Spiel fest, so gut es ging. Die Coaches kommunizierten untereinander mit Walkie-Talkies, und der Center der Bears, Dave Rimington, meinte: „Ich habe in der zweiten Halbzeit keine Leute mehr gesehen, nur noch Schatten.“
In der zweiten Halbzeit war geregeltes Spielen kaum noch möglich. Bears-Reservequarterback Jim McMahon, der den verletzten Tomczak ersetzte, wagte in der ganzen zweiten Hälfte nur drei Würfe (im Vergleich hatte Tomczak in der sonnigen ersten Halbzeit 20 genommen). Randall Cunningham leistete sich drei Interceptions. Der Puntreturner der Bears, Greg Garrity meinte: „Jeder Punt war wie ein Horrorfilm - man hat den Football erst im letzten Moment gesehen.“ Ein Abbruch kam aber nicht in Frage: Referee Jim Tunney fragte sowohl bei Bears-Coach Mike Ditka als auch Eagles-Coach Buddy Ryan, und beide wollten weiterspielen lassen. Cunningham behauptete: „Wir hätten mit allen 53 Mann auf dem Platz stehen können, keiner hätte es bemerkt.“ Bears-Linebacker Mike Singletary bezeichnete es als „das coolste Spiel, an dem ich je teilgenommen habe ... du konntest absolut miserabel spielen, aber dem Coach vorlügen, dass man alles im Griff habe - und er hätte keine Chance, dies aufzudecken.“
In dieser bizarren Halbzeit kam keines der beiden Teams zu einem Touchdown, nur jeweils zu einem Field Goal, so dass das Spiel 20-12 endete. Cunningham hätte beinahe einen Touchdown-Wurf auf Tight End Keith Jackson vollendet, doch gelang es ihm nicht, den Ball im dichten Nebel zu fangen. Das Spiel wurde später salopp von der New York Times „das beste Spiel, was keiner gesehen hat“ getauft. Nach einer Stunde verzog sich der Nebel.